# Josep Gandia Casimiro
Josep Gandia Casimiro (València, 1945) és un escriptor i crític literari valencià. Estudià filosofia i lletres. El 1972 va obtenir el premi Ignasi Iglésias (Jocs Florals de la Llengua Catalana) i va escriure i dirigir el migmetratge de no ficció alternatiu en valencià Sega cega, amb la col·laboració de on hi participaren destacats cineastes valencians com Lluís Rivera i Josep Lluís Seguí, el músic i productor Lluís Miquel Campos, Marina Campos, Juli Leal i amb breus aparicions d'Amadeu Fabregat, Rafa Gassent i Julio Pérez Perucha.
Durant la transició espanyola va ser director del Teatre Estable del País Valencià i va escriure crítiques gastronòmiques a Cartelera Turia des del 1967. El 1981 va rebre el premi Crítica i el 1984 el Premi Eduard Escalante amb l’obra teatral Darrers dies a Menton. Juntament amb Josep Lluís Seguí publicà Escenes obscenes d’un espill de dones (1983) i Crònica dement (1983), amb la qual obtingué el premi Jaume Roig.

## Obres
- Dentadura postissa (1975)
- El cortesà (1981)
- Crònica dement (1983)
- Darrers dies a Menton (1984)
- Escenes obscenes d'un espill de dones (1983)